# Primera División Uruguaya 1975
Il campionato era formato da dodici squadre e il Peñarol vinse il titolo.

## Classifica finale
| Pos. | Squadra              | G  | V  | N | P  | GF | GS | Punti |
| ---- | -------------------- | -- | -- | - | -- | -- | -- | ----- |
| 1    | Peñarol              | 22 | 16 | 6 | 0  | 59 | 22 | 38    |
| 2    | Nacional             | 22 | 12 | 5 | 5  | 44 | 23 | 29    |
| 3    | Liverpool            | 22 | 11 | 6 | 5  | 36 | 21 | 28    |
| 4    | River Plate          | 22 | 8  | 8 | 6  | 27 | 32 | 24    |
| 5    | Huracán Buceo        | 22 | 10 | 2 | 10 | 27 | 34 | 22    |
| 6    | Cerro                | 22 | 8  | 5 | 9  | 28 | 35 | 21    |
| 7    | Danubio              | 22 | 7  | 6 | 9  | 32 | 31 | 20    |
| 8    | Montevideo Wanderers | 22 | 7  | 5 | 10 | 30 | 30 | 19    |
| 9    | Defensor             | 22 | 6  | 6 | 10 | 30 | 37 | 18    |
| 10   | Rentistas            | 22 | 5  | 6 | 11 | 35 | 50 | 16    |
| 11   | Racing Montevideo    | 22 | 7  | 2 | 13 | 33 | 48 | 16    |
| 12   | Fénix                | 22 | 4  | 5 | 13 | 24 | 42 | 13    |

G = Partite giocate; V = Vittorie; N = Nulle/Pareggi; P = Perse; GF = Goal fatti; GS = Goal subiti; 

## Classifica marcatori
| Gol |  |  | Giocatore       | Squadra |
| --- |  |  | --------------- | ------- |
| 34  |  |  | Fernando Morena | Peñarol |